# جوناثان جويل رودريغيز
جوناثان جويل رودريغيز (بالإسبانية: Jonathan Joel Rodríguez)‏ (30 مارس 1994 في الأرجنتين - ) هو لاعب كرة قدم أرجنتيني في مركز مهاجم ‏. لعب مع أرجنتينوس جونيورز وفيليز سارسفيلد.

## وصلات خارجية
- جوناثان جويل رودريغيز على موقع قاعدة بيانات كرة القدم.إي يو (الإنجليزية)
- جوناثان جويل رودريغيز على موقع Soccerway.com (الإنجليزية)